# Труханов, Сергей Викторович
Сергей Викторович Труханов (рум. Serghey Truhanov, род. 25 августа 1981, Тирасполь) — молдавский футболист, полузащитник, тренер.

## Биография
Сергей Труханов родился 25 августа 1981 года в городе Тирасполь Молдавской ССР (сейчас в Приднестровье).
Играл в футбол на позиции полузащитника. В сезоне-1997/98 выступал на Украине за «Атлетик» из Великой Михайловки, игравший в чемпионате Одесской области. Провёл 4 матча, забил 1 гол.
В сезоне-1999/2000 выступал в чемпионате Молдавии в составе тираспольского «Тилигула», однако сыграл только 7 матчей.
В сезоне-2001/02 защищал цвета бендерского «Динамо» в дивизионе «А».
В сезоне-2003/04 вновь играл в Национальной дивизии за «Тилигул», провёл 13 матчей, забил 3 мяча.
В 2004 году выступал в России за «Стройфарфор» из Каменоломен, игравший в чемпионате Ростовской области.
По окончании игровой карьеры работал тренером академии тираспольского «Шерифа», тренером при региональном офисе Молдавской федерации футбола по восточной части республики. 9 июля 2020 года стал главным тренером молдавской команды «Флорешты», выступающей в Национальной дивизии, будучи до этого ассистентом главного тренера Юрия Грошева. Однако вскоре покинул пост, вновь уступив его Грошеву.